# OpiumRoz
OpiumRoz (del ruso: Опиумроз ‘Opio rosa’) es el primer álbum de estudio de la banda rusa Serebro. El álbum, planeado originalmente para salir al mercado el 17 de octubre de 2008 fue retrasado por tener varios problemas con el listado de canciones. 
Finalmente, el disco salió a la venta el 25 de abril de 2009, y está pensado para tener dos ediciones, una en ruso y otra en inglés.
Cuenta con 11 canciones en total e incluye todos los sencillos oficiales del grupo lanzados hasta la fecha, incluyendo «Song #1», la canción con la que Serebro representó a Rusia en el Festival de la Canción de Eurovisión 2007.

## Lista de canciones

### Edición rusa
| N.º | Título                | Productor(es) | Duración |  |
| 1.  | «Song #1»             | Maxim Fadeev  | 3:01     |  |
| 2.  | «Дыши»                | Maxim Fadeev  | 4:30     |  |
| 3.  | «Under Pressure»      | Maxim Fadeev  | 3:27     |  |
| 4.  | «Dirty Kiss»          | Maxim Fadeev  | 4:42     |  |
| 5.  | «Sound Sleep»         | Maxim Fadeev  | 5:11     |  |
| 6.  | «Пыль Ангелов»        | Maxim Fadeev  | 3:31     |  |
| 7.  | «Never Be Good»       | Maxim Fadeev  | 3:15     |  |
| 8.  | «What's Your Problem» | Maxim Fadeev  | 3:34     |  |
| 9.  | «Скажи, не Молчи»     | Maxim Fadeev  | 3:34     |  |
| 10. | «Опиум»               | Maxim Fadeev  | 3:44     |  |
| 11. | «Мы Взлетаем»         | Maxim Fadeev  | 7:37     |  |

### Edición internacional
| N.º | Título                | Productor(es) | Duración |  |
| 1.  | «Dirty Kiss»          | Maxim Fadeev  | 4:42     |  |
| 2.  | «Dyshi»               | Maxim Fadeev  | 4:30     |  |
| 3.  | «Mi Vlzetaem»         | Maxim Fadeev  | 7:37     |  |
| 4.  | «Never Be Good»       | Maxim Fadeev  | 3:15     |  |
| 5.  | «Opium»               | Maxim Fadeev  | 3:44     |  |
| 6.  | «Pil Angelov»         | Maxim Fadeev  | 3:31     |  |
| 7.  | «Skazhi, ne Molchi»   | Maxim Fadeev  | 3:44     |  |
| 8.  | «Song #1»             | Maxim Fadeev  | 3:01     |  |
| 9.  | «Sound Sleep»         | Maxim Fadeev  | 5:11     |  |
| 10. | «Under Pressure»      | Maxim Fadeev  | 4:35     |  |
| 11. | «What's Your Problem» | Maxim Fadeev  | 3:34     |  |

## Listas de ventas

### Sencillos
| Año                                    | Título            | Mejor posición en las listas | Mejor posición en las listas | Mejor posición en las listas | Mejor posición en las listas | Mejor posición en las listas | Mejor posición en las listas | Mejor posición en las listas | Mejor posición en las listas |
| Año                                    | Título            | RUS                          | UCR                          | LTU                          | R.U.                         | SUE                          | SUI                          | DIN                          | U.E.                         |
| -------------------------------------- | ----------------- | ---------------------------- | ---------------------------- | ---------------------------- | ---------------------------- | ---------------------------- | ---------------------------- | ---------------------------- | ---------------------------- |
| 2007                                   | «Song #1»         | 1                            | —                            | 36                           | 99                           | 35                           | 68                           | 72                           | 247                          |
| 2007                                   | «Дыши»            | 2                            | —                            | —                            | —                            | —                            | —                            | —                            | —                            |
| 2008                                   | «Опиум»           | 1                            | 25                           | —                            | —                            | —                            | —                            | —                            | —                            |
| 2008                                   | «Скажи, не молчи» | 1                            | 5                            | —                            | —                            | —                            | —                            | —                            | —                            |
| "-" indica que no entró en las listas. |                   |                              |                              |                              |                              |                              |                              |                              |                              |